# デオキシ糖
デオキシ糖（デオキシとう、Deoxy sugar）とは、ヒドロキシ基の1つが還元されて水素原子に置き換わった糖のことである。命名するときは酸素基を取った事を意味する接頭辞のデオキシ(deoxy-)を用いる。

## 天然に存在するデオキシ糖

D-デオキシリボース

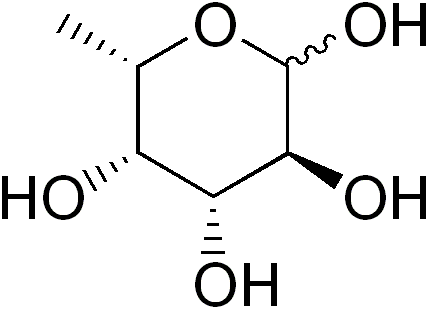
L-フコース

L-ラムノース

- D-デオキシリボース（2-デオキシ-D-リボース）
- L-フコース（6-デオキシ-L-ガラクトース）
- L-ラムノース（6-デオキシ-L-マンノース）
- D-アロメチロース（6-デオキシ-D-アロース）
- D-キノボース（6-デオキシ-D-グルコース）
- D-アンチアロース（6-デオキシ-D-グロース）
- D-タロメチロース（6-デオキシ-D-タロース）
- L-タロメチロース（6-デオキシ-L-タロース）
- D-ジギタロース（6-デオキシ-3-O-メチル-D-ガラクトース）
- D-ジギトキソース（2,6-ジデオキシ-D-ribo-ヘキソース）
- D-シマロース（2,6-ジデオキシ-3-O-メチル-D-ribo-ヘキソース）
- チベロース（3,6-ジデオキシ-D-マンノース）
- アベコース（3,6-ジデオキシ-D-ガラクトース）
- パラトース（3,6-ジデオキシ-D-グルコース）
- コリトース（3,6-ジデオキシ-L-ガラクトース）
- アスカリロース（3,6-ジデオキシ-L-マンノース）